# Бублик, Михаил Викторович
Михаи́л Ви́кторович Бу́блик (род. 13 августа 1982, Мариуполь, УССР, СССР) — украинский и российский эстрадный певец, музыкант и исполнитель в жанре русский шансон. Лауреат премий «Шансон года» и «Золотой граммофон». Являлся наставником хора Челябинской области в проекте «Битва хоров» на телеканале «Россия-1».

## Биография
Многие впервые услышали о творчестве певца из эфиров «Радио Алла», которые вела Алла Пугачёва и в которых она положительно отзывалась о творчестве Михаила. Осенью 2010 года он переехал в Санкт-Петербург, а затем в Москву, где живёт по сей день. В 2013 году он записал песню «Что мы наделали?» в дуэте с известной российской певицей Еленой Ваенгой. Весной 2014 года Михаил Бублик стал участником шоу «Живой звук» на телеканале «Россия-1». Был участником музыкального проекта в жанре шансон «Три аккорда» на Первом канале.

## Дискография

### Номерные альбомы
- 2012 — «Art-обстрел»
- 2014 — «Музыка про неё»
- 2016 — «Маяк»

## Награды и номинации
| Год       | Награда                          | Номинированная работа           | Категория        | Результат |
| --------- | -------------------------------- | ------------------------------- | ---------------- | --------- |
| 2012      | «Шансон года»                    | «Вместе мы обязательно будем»   | Песня            | Победа    |
| 2012      | Премия Piter FM                  | Михаил Бублик                   | Певец            | Победа    |
| 2013      | «Шансон года»                    | «40 тысяч вёрст»                | Песня            | Победа    |
| 2014      | «Шансон года»                    | «Ясень», «Что мы наделали»      | Песня            | Победа    |
| 2015      | «Шансон года»                    | «Сам тебя выдумал»              | Песня            | Победа    |
| 2016      | «Шансон года»                    | «Спаси меня», «Что мы наделали» | Песня            | Победа    |
| 2017      | «Шансон года»                    | «Пахнет домом»                  | Песня            | Победа    |
| 2017      | «Пятая реальная премия MusicBox» | Михаил Бублик                   | Городской романс | Номинация |
| 2018      | «Шансон года»                    | «С неба белый Снег»             | Песня            | Победа    |
| 2019      | «Шансон года»                    | «Скажи нет»                     | Песня            | Победа    |
| 2020/2021 | «Шансон года»                    | «Дует ветер»                    | Песня            | Победа    |

### Известные песни по годам
| Год  | Песня                                                                                         |
| ---- | --------------------------------------------------------------------------------------------- |
| 2012 | «Скажи нет» «Вместе мы обязательно будем» «Дай мне понять» «Будет светло»                     |
| 2015 | «Услышь музыку» «Дарим сердце» «Что мы наделали» «Прости» «Сам тебя выдумал» «Музыка про неё» |
| 2016 | «Пахнет домом» «Помогает жить» «Сыграем»                                                      |
| 2017 | «С неба белый снег»                                                                           |
| 2018 | «Иду за тобой» «В небе над нами»                                                              |
| 2020 | «Дует ветер»                                                                                  |
| 2021 | «Научи»                                                                                       |

## Отзывы
Вот понравился мне мужик… Иногда в самой коротенькой песне чувствуется и характер, и мощь, и степень таланта. Меня зацепило это сразу.— Алла Пугачёва

По-моему это событие — появление такого музыканта и таких песен. Если бы такие талантливые люди появлялись у нас чаще, то мы бы уже давно вошли во всемирные музчарты и лишились бы статуса «музыкальной посредственности и вторичности». Это действительно здорово. Слушаю его музыку постоянно.— Филипп Киркоров

Я редко кого рекомендую. Это такой искренний человек и поёт симбиоз того, что близко русскому человеку… В чём-то ещё такой наш Джейсон Мраз. Уверен, что у Миши всё получится.— Александр Шульгин 

Когда услышал его песни, ощутил, насколько пронзительной откровенностью они проникнуты. Мне нравится его творчество и манера исполнения. Участие Миши в программе «Три аккорда» открыло его для меня с совершенно неожиданной стороны и показало, насколько комфортно он себя чувствует в абсолютно любых жанрах.— Сергей Трофимов

Хорошо выступает и душевно поёт. Свежие аранжировки, свежие стихи, свежие песни. Я его приветствую всячески. Он — молодец.— Михаил Шуфутинский

Он обладает невероятно сильным голосом и каким-то бешеным сценическим темпераментом. Он ни на кого не похож…— Андрей Максимов